# Exomalopsis sororcula
Exomalopsis sororcula là một loài Hymenoptera trong họ Apidae. Loài này được Brèthes mô tả khoa học năm 1909.